# Amin Ali
Amin Ali (* 4. Mai 1956 in Philadelphia) ist ein amerikanischer Fusionmusiker (Bassgitarre).

## Leben und Wirken
Ali stammt aus einer Musikerfamilie; er ist der älteste Sohn des Schlagzeugers Rashied Ali. Er spielte ab 1980 (gemeinsam mit Calvin Weston) im Trio von James Blood Ulmer. Daneben war er während bis 1996 auch im Music Revelation Ensemble aktiv, wo er mit Ulmer und zunächst Ronald Shannon Jackson und David Murray tourte.
1993 starteten Christy Doran und Fredy Studer ihr Projekt Doran/Studer/Minton/Bates & Ali Play the Music of Jimi Hendrix. Im Folgejahr wurde Bates durch Tom Cora ersetzt. 1995/96 trat das Projekt dann in Quartettformation mit Phil Minton, Ali, Studer und Doran in Europa auf, ging aber auch in Kanada und den USA auf Tournee. Ali ist auch auf Alben von Phalanx mit George Adams, mit John Kings Electric World und mit Samm Bennett zu hören. Tom Lord listet 26 Aufnahmesitzungen zwischen 1980 und 1996. 2009 war er mit James Blood Ulmer wieder auf Europatournee. Anlässlich der Trauerfeier seines Vaters trat er im selben Jahr in Philadelphia auf.

## Diskographische Hinweise
- James Blood Ulmer Are You Glad to Be in America? (Rough Trade 1980)
- Music Revelation Ensemble No Wave (Moers 1980)
- James Blood Ulmer Free Lancing (Columbia 1981)
- Music Revelation Ensemble Elec. Jazz (DIW 1990)
- Christy Doran • Fredy Studer • Phil Minton • Django Bates • Amin Ali Play the Music of Jimi Hendrix (verabra 1994)
- James Blood Ulmer Black Rock (Sony 1995)

## Lexikalischer Eintrag
- The New Grove Dictionary of Jazz 2002